# Norberg (commune)
Pour les articles homonymes, voir Norberg (homonymie).
La commune de Norberg est une commune suédoise du comté de Västmanland. Environ 5 720 personnes y vivent (2020). Son chef-lieu se situe à Norberg.

## Localité principale
- Norberg